# National Rugby League 1920
La New South Wales Rugby Football League de 1920 fue la decimotercera temporada del torneo de rugby league más importante de Australia.

## Formato
Los clubes se enfrentaron en una fase regular de todos con todos, el equipo mejor ubicado al terminar la fase regular se corona campeón del torneo.
Se otorgaron 2 puntos por el triunfo, 1 por el empate y ninguno por la derrota.

## Desarrollo

### Tabla de posiciones
| Pos. | Equipo                  | Encuentros | Encuentros | Encuentros | Encuentros | Tantos | Tantos | Tantos | Puntos |
| Pos. | Equipo                  | PJ         | PG         | PE         | PP         | F      | C      | Dif    | Puntos |
| ---- | ----------------------- | ---------- | ---------- | ---------- | ---------- | ------ | ------ | ------ | ------ |
| 1    | Balmain                 | 13         | 11         | 1          | 1          | 287    | 114    | +173   | 27     |
| 2    | South Sydney            | 13         | 8          | 0          | 5          | 258    | 149    | +109   | 20     |
| 3    | Glebe                   | 13         | 8          | 0          | 5          | 268    | 166    | +102   | 20     |
| 4    | Western Suburbs Magpies | 14         | 8          | 1          | 5          | 309    | 141    | +168   | 19     |
| 5    | North Sydney Bears      | 13         | 7          | 0          | 6          | 237    | 151    | +86    | 18     |
| 6    | Eastern Suburbs         | 14         | 8          | 0          | 6          | 254    | 175    | +79    | 18     |
| 7    | Newtown Jets            | 14         | 8          | 0          | 6          | 208    | 203    | +5     | 18     |
| 8    | Sydney University       | 13         | 1          | 0          | 12         | 101    | 498    | -397   | 6      |
| 9    | Annandale               | 13         | 0          | 0          | 13         | 59     | 384    | -325   | 4      |

|  | Campeón. |

| Bandera de Australia |
| Campeón Balmain      |
| Quinto título        |